# Conny Pohlers
Conny Pohlers, född den 16 november 1978 i Halle, Östtyskland, är en tysk före detta fotbollsspelare. 
Vid fotbollsturneringen under OS 2008 i Peking deltog hon det tyska lag som tog brons. 